# Gali járás
Koordináták: é. sz. 42° 34′ 38″, k. h. 41° 39′ 06″42.577222°N 41.651667°E

A Gali járás fekvése Abháziában

A Gali járás (abházul Гал араион [Gal araion], oroszul Гальский район [Galszkij rajón]) Abházia egyik járása az ország délkeleti részén. Területe kb. 400 km², székhelye Gal.

## Népesség
- 1989-ben 79 688 lakosa volt, melyből 74 712 fő grúz (93,8%), 2 480 orosz (3,1%), 627 abház (0,8%), 600 ukrán, 530 örmény, 224 görög, 73 oszét volt.
- 2003-ban 29 287 lakosa volt, melyből 28 919 grúz (98,74%), 159 orosz (0,54%), 121 abház (0,41%), 25 ukrán, 14 örmény, 10 görög, 39 más nemzetiségű volt.
- 2011-ben 30 356 lakosa volt, melyből 29 819 grúz (98,21%), 208 abház (0,69%), 188 orosz (0,62%), 26 örmény, 21 ukrán, 11 görög, 89 más nemzetiségű volt.